# Dorfkirche Ihlow (Fläming)

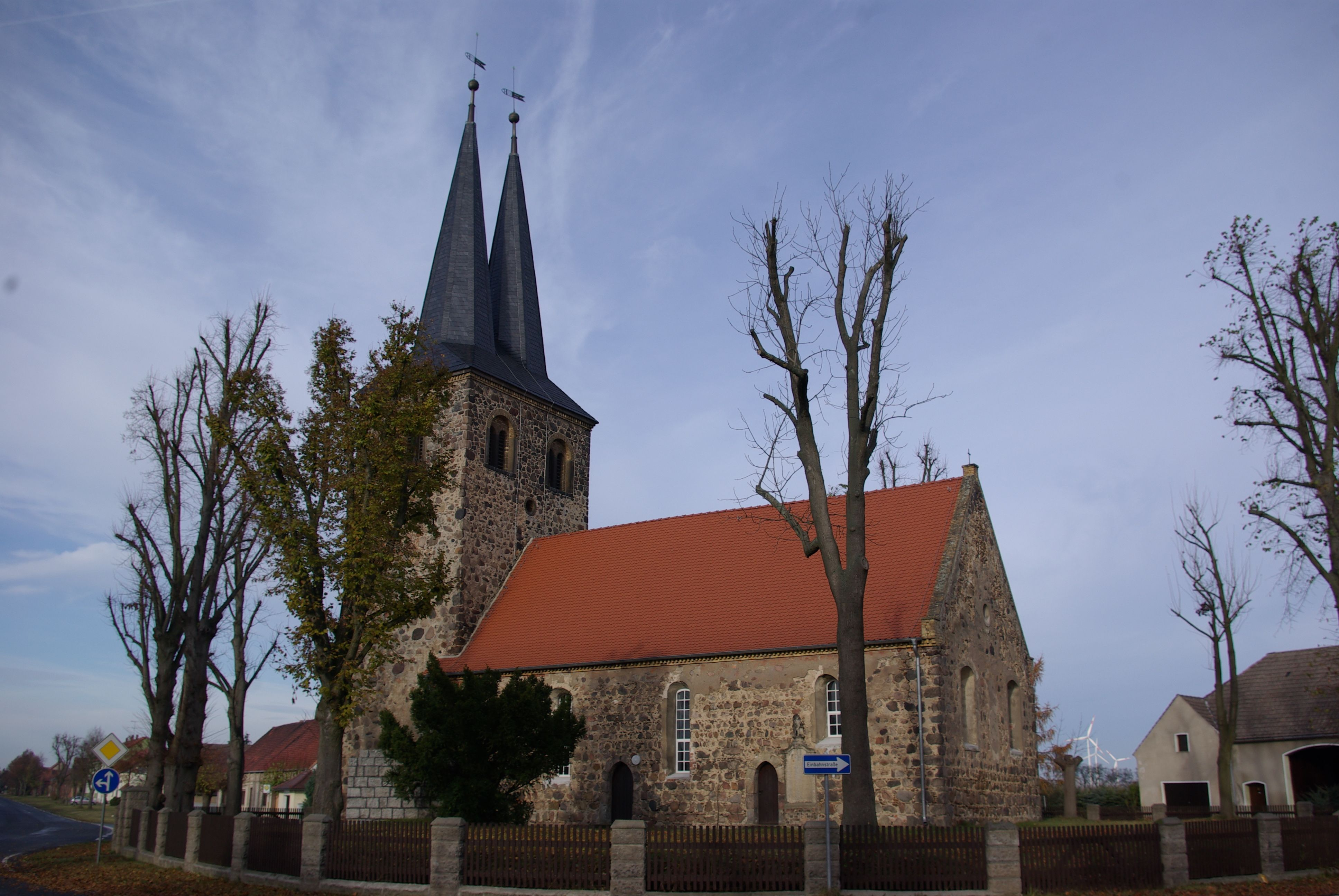
Dorfkirche Ihlow

Die evangelische Dorfkirche Ihlow ist ein gotischer Sakralbau in Ihlow im Landkreis Teltow-Fläming in Brandenburg. Sie gehört zur Kirchengemeinde Illmersdorf im Kirchenkreis Zossen-Fläming der Evangelischen Kirche Berlin-Brandenburg-schlesische Oberlausitz.

## Geschichte
Über die Baugeschichte der Feldsteinkirche ist nur wenig überliefert. Experten geben als Datum ihrer Errichtung das Ende des 13. Jahrhunderts, möglicherweise auch um 1300 an. Vermutlich wurde die Kirche bei einem Brand im Dorf im Jahr 1875 ebenfalls in Mitleidenschaft gezogen. Darauf deuten die veränderten Fenster des Turmes hin. Das Bauwerk wird im Jahr 2024 neben den Gottesdiensten für Veranstaltungen und Konzerte genutzt. Allerdings zeigt sich am Turmgesims ein Riss, der dazu führen könnte, dass einzelne Steine hinunterfallen. Die Kirchengemeinde benötigt daher finanzielle Mittel für eine Sanierung.

## Architektur
Das Bauwerk wurde aus Feldsteinen in einem rechteckigen Grundriss errichtet. Die Steine sind vergleichsweise unregelmäßig geschichtet. An der Nord- und Südseite des Schiffs lassen drei flachbogenförmige Fenster, von denen das östliche verkürzt ist, Licht in die Kirche. An der Südseite ist ein Portal vorhanden. Am Chor befinden sich zwei spitzbogenförmige Fenster, die an Stelle einer ursprünglich vorhandenen Dreifenstergruppe eingebaut wurden. Darüber ist eine kreisrunde Öffnung erkennbar. Der Chor ist bis in den Giebel durchgängig aus unregelmäßig behauenen Feldsteinen errichtet. An der Westseite des Kirchenschiffs schließt sich ein spätgotischer Turm an, der nur wenig schmaler als das Kirchenschiff ist. Er wirkt dadurch vergleichsweise massiv. Im oberen Bereich befinden sich an den Längsseiten eine, an den Querseiten zwei korbbogenförmige Klangarkaden im neoromanischen Stil. Darüber bildet ein Zahnschnitt den Übergang zur Dachtraufe des Turms. Die beiden sechsseitigen Turmhelme sind geknickt und steigen danach steil in den Himmel. Sie werden von je einer Kugel und einer Wetterfahne gekrönt. Diese Bauform ist im Landkreis einmalig. Ein Kirchenführer des Kirchenkreises berichtet von einer Legende, nach der der Teufel durch die Kirche geritten und dabei den Turm gespalten haben soll. Das Satteldach ist mit rötlichem Biberschwanz gedeckt, die beiden Türme mit schwarzem Schiefer. An einer Ecke des Bauwerks befindet sich ein Schachbrettstein.

## Ausstattung
Im Innenraum befindet sich eine flache Balkendecke sowie eine barocke Westempore. Auf dieser befindet sich eine 1874 durch August Ferdinand Wäldner erbaute Orgel, die 2021 durch den Zittauer Orgelbauer Benjamin Welde restauriert wurde. Die übrige Ausstattung wurde im Jahr 1967 ausgetauscht und ist neuzeitlich.
Vor dem Gebäude sind zwei Grabsteine für Zacharias Mosen und seine Frau Eva Elisabeth aufgestellt.